# ECURIE
Das System der Europäischen Gemeinschaft für den Informationsaustausch in radiologischen Notsituationen, kurz ECURIE (englisch European Community Urgent Radiological Information Exchange), ist ein System der Europäischen Union zum beschleunigten Informationsaustausch im Fall einer nukleartechnischen Notstandssituation.
Das System wurde in den Jahren 1986/87 als direkte Reaktion auf den Störfall im Kernkraftwerk Tschernobyl beschlossen und in Betrieb genommen. Neben den Mitgliedstaaten der Europäischen Union nimmt auch die Schweiz an dem Informationssystem teil.
Beschließt ein teilnehmender Staat im Falle eines nuklearen Notfalls umfassende Maßnahmen zum Schutz der Bevölkerung, so ist er nach diesem System verpflichtet, die Kommission und die Mitgliedstaaten, die betroffen sind oder sein könnten, zu unterrichten und ihnen Informationen zu liefern.
Es müssen Angaben über die Art, den Zeitpunkt, den Ort des oder der Ereignisse sowie die betroffene Anlage (gemeint sind z. B. Kernkraftwerke) oder Tätigkeit, die Ursache sowie geplante oder bereits eingeleitete Schutzmaßnahmen gemacht werden.
Nach Eingang dieser Informationen müssen die Mitgliedstaaten die Kommission über die ergriffenen oder geplanten Maßnahmen und die ausgesprochenen Empfehlungen und – in angemessenen Zeitabständen – über die gemessenen Radioaktivitätswerte in Nahrungs- und Futtermitteln, im Trinkwasser und in der Umwelt unterrichten. Die Kommission leitet diese Informationen und die Informationen, die sie von Drittstaaten erhält, an die zuständigen Behörden der übrigen Mitgliedstaaten weiter.
Die Informationen aus dem ECURIE-System können ohne Einschränkung verwendet werden, es sei denn, sie werden von dem Mitgliedstaat, der die Angaben gemacht hat, als vertraulich bezeichnet.
Die Aktivierung ist auch unabhängig von bilateralen Informationsverträgen, die oft nur Nachbarstaaten untereinander abschließen.

## Aktivierungen
Die erste Aktivierung erfolgte nach einem Zwischenfall im Kühlsystem des slowenischen Kernkraftwerks Krško am 4. Juni 2008.
Vier Tage nach einem Störfall in einem belgischen Atomforschungsinstitut in Fleurus ist in der Nacht von 28. auf 29. August 2008 europaweiter Alarm (Stufe drei auf der siebenteiligen Internationalen Bewertungsskala für nukleare Ereignisse) ausgelöst worden. Die Alarmierung erfolgte um 00:10 Uhr, nachdem etwa 45 GBq Jod (131I) über das Abluftsystem in die Umwelt freigesetzt worden waren.